# Tucuruí (tiểu vùng)
Tucuruí là một tiểu vùng thuộc bang Pará, Brasil. Tiều vùng này có diện tích 32917 km², dân số năm 2007 là 251374 người.